# Pistolet maszynowy MP 18
Maschinenpistole 18 (MP 18/I) – niemiecki pistolet maszynowy.

## Historia

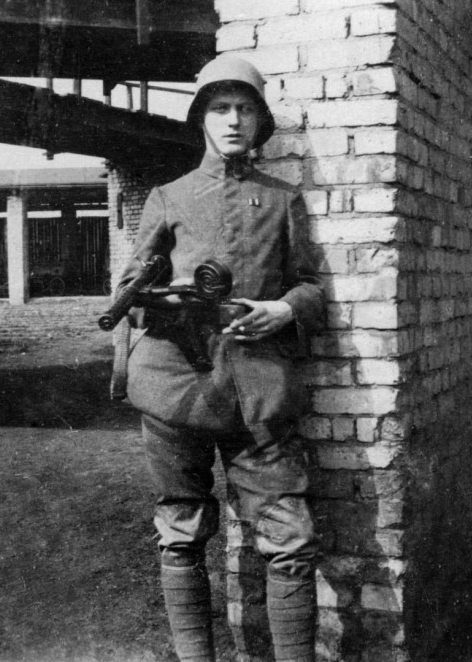
Niemiecki żołnierz uzbrojony w MP 18. Północna Francja, wiosna 1918 r.

W trakcie pierwszej wojny światowej okazało się, że główna broń piechoty – karabin powtarzalny słabo spisuje się w czasie walk w okopach. Pojawiły się żądania skonstruowania broni posiadającej siłę ognia karabinu maszynowego, ale krótszej i bardziej poręcznej niż ręczny czy lekki karabin maszynowy.
Początkowo testowano wyposażoną w długą lufę i dostawną kolbę wersję pistoletu P.08 Parabellum. Okazało się jednak, że wersja Parabellum strzelająca seriami ma zbyt dużą szybkostrzelność (1200 strz./min) i magazynek nie nadążał podawać amunicji. W rezultacie bardzo częste były zacięcia. W 1916 roku GPK (Gewehrprüfungskomission – niem. Komisja Doświadczalna Broni Piechoty) ogłosiła konkurs na nową, automatyczną broń strzelającą nabojem pistoletowym. Z przedstawionych komisji projektów wybrano konstrukcje Andreasa Wilhelma Schwarzlose i Hugo Schmeissera. Wiosną 1917 roku po zakończeniu testów postanowiono przyjąć do uzbrojenia konstrukcję Schmeissera. Jednocześnie złożono w Theodor Bergmann Industriawerke zamówienie na 50 000 sztuk nowej broni oznaczonej jako Maschinenpistole MP 18/I. 30 grudnia 1917 w Urzędzie Patentowym Rzeszy przedstawiony został wniosek patentowy dotyczący MP 18/I. Jako autor wynalazku był w nim wymieniony Schmeisser, ale wniosek został złożony w imieniu pracodawcy Schmeissera, zakładów Bergmanna.
Zamówiono 50 000 sztuk MP 18, które miały stać się uzbrojeniem pododdziałów szturmowych. Do końca wojny udało się jednak wyprodukować ok. 10 000 tego pistoletu maszynowego. Po zakończeniu wojny Traktat Wersalski zakazał produkcji w Niemczech broni automatycznej, w tym pistoletów maszynowych. Przed wejściem w życie postanowień Traktatu Wersalskiego w zakładach Bergmanna wyprodukowano jeszcze 25 000 egzemplarzy MP 18/I. Produkcję zakończono zgodnie z postanowieniami traktatu, ale o egzemplarzach wyprodukowanych po wojnie nie poinformowano aliantów zgłaszając tylko 10 000 wyprodukowanych MP 18/I (zgodnie ze stanem magazynowym w momencie zakończenia wojny). Za zgodą aliantów pistolety maszynowe wyprodukowane podczas wojny rozdzielono pomiędzy policję i nowo powstałą Reichswehrę. Egzemplarze wyprodukowane po wojnie ukryto.

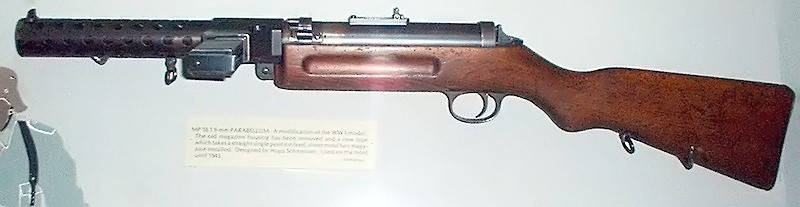
MP 18/IV

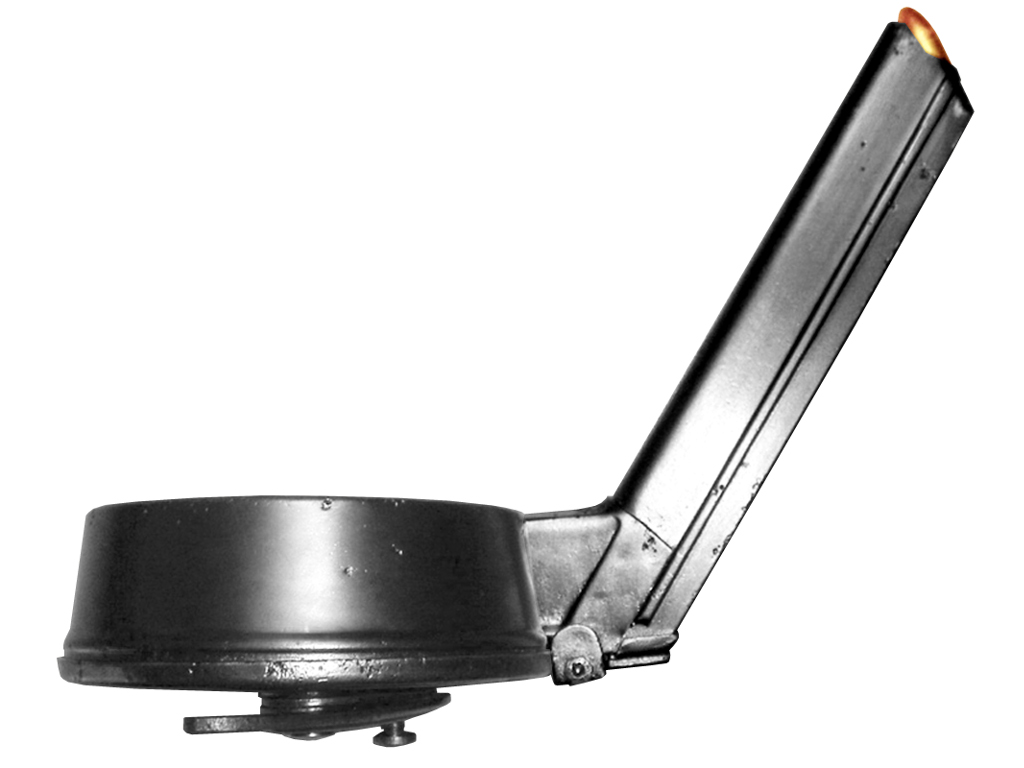
Magazynek pierwszego typu na 32 naboje

Pomimo rozpoczęcia produkcji MP 18/I w 1917 roku Hugo Schmeisser nie zaprzestał prac nad rozwojem swojego pistoletu maszynowego. Na początku 1918 roku zaproponował zastąpienie skomplikowanego i zawodnego 32-nabojowego magazynka bębnowo-pudełkowego prostym 20-nabojowym magazynkiem pudełkowym. Zastosowanie nowego magazynka wymagało zmiany konstrukcji gniazda magazynka. Prototyp nowej wersji został oznaczony jako MP 18/IV (MP 18/I verbessert – niem. ulepszony). Została ona jednak odrzucona przez GPK, ponieważ armia niemiecka dysponowała dużymi zapasami starych magazynków. Dopiero po 1935 roku zamówiono nowe gniazda magazynków i zmodernizowano część MP 18/I. Liczba zamówionych gniazd była jednak mniejsza od liczby wyprodukowanych MP 18/I i dlatego egzemplarze ze starym magazynkiem pudełkowo-ślimakowym nawet pod koniec II wojny światowej nie były szczególną rzadkością.
Po opracowaniu MP 18/IV Schmeisser nadal udoskonalał MP 18. Efektem tych prac był wyposażony w przełącznik rodzaju ognia pistolet maszynowy MP 28 II.
W czasie drugiej wojny światowej pistolety maszynowe MP 18 były już przestarzałe, ale z powodu braku dostatecznej liczby nowych pistoletów maszynowych były nadal używane. Z czasem zostały one zastąpione w jednostkach pierwszorzutowych przez MP 40, ale przez jednostki tyłowe i pomocnicze były używane do końca wojny.

## Opis techniczny
Pistolet maszynowy MP 18 był indywidualną bronią samoczynną. Zasada działania oparta na odrzucie zamka swobodnego. Strzelanie z zamka otwartego seriami. Zasilanie magazynkowe (początkowo stosowano magazynki pudełkowo-bębnowe o pojemności 32 naboi z pistoletu P08, później stosowano pudełkowe magazynki o pojemności 20, 30 lub 50 naboi). Magazynki były dołączane z lewej strony broni. Lufa w osłonie metalowej. Przyrządy celownicze składają się z muszki i celownika przerzutowego o nastawach 100 i 200 m. Pistolet maszynowy MP 18 można było zabezpieczyć tylko przy zamku napiętym przez wprowadzenie rękojeści przeładowania w specjalne wycięcie komory zamkowej.